# Liste der Kulturdenkmale in Kiliansroda
In der Liste der Kulturdenkmale in Kiliansroda sind alle Kulturdenkmale der thüringischen Gemeinde Kiliansroda (Landkreis Weimarer Land) und ihrer Ortsteilen aufgelistet (Stand: 26. April 2012).

## Kiliansroda
Einzeldenkmale
| Bild                           | Bezeichnung         | Lage                    | Datierung | Beschreibung | ID |
| ------------------------------ | ------------------- | ----------------------- | --------- | ------------ | -- |
| weitere Bilder Fotos hochladen | Kirche mit Kirchhof | Im Dorfe (Karte)        |           |              |    |
| weitere Bilder Fotos hochladen | Carolinenturm       | Auf dem Kaitsch (Karte) |           |              |    |

Bodendenkmal
| Bild            | Bezeichnung      | Lage | Datierung | Beschreibung        | ID |
| --------------- | ---------------- | --- | --------- | ------------------- | -- |
| Fotos hochladen | Wallburg, Kötsch | Weithin sichtbare Höhe mit allmählichem Abfall nach Nordwest und Ost und etwas steilerem Hang nach Südost (Karte) |           | Infotafel eingefügt |    |

## Quelle
- Denkmalliste Landkreis Weimarer Land. (PDF; 929 kB) weimarerland.de